# Carl Stegmann (Philologe)
Carl Stegmann (* 31. Dezember 1852 in Grohnde; † 7. Dezember 1929 in Norden, Ostfriesland) war ein deutscher Klassischer Philologe. Er überarbeitete die Ausführliche Grammatik der lateinischen Sprache (Band 2: Satzlehre) von Raphael Kühner, die als „Kühner-Stegmann“ bekannt ist.

## Leben
Carl Friedrich Ludwig Anton Stegmann wuchs bei Adoptiveltern auf, dem evangelisch-reformierten Pastor Ludwig Stegmann († 1886) und seiner Frau Auguste geb. Lauenstein. Sein Vater war Pastor der reformierten Gemeinde in Lehe, Spanbeck und Eddigehausen (ab 1862).
Carl Stegmann erhielt zunächst Privatunterricht von seinem Adoptivvater und besuchte ab Ostern 1867 die Sekunda des Göttinger Gymnasiums. Nach der Reifeprüfung am 22. März 1871 studierte er ab dem Sommersemester 1871 Klassische Philologie an der Universität Göttingen. Zu seinen akademischen Lehrern zählten die Philologen Hermann Sauppe, Curt Wachsmuth, Ernst von Leutsch, der Historiker Otto Hirschfeld und der Germanist Wilhelm Konrad Hermann Müller, dessen Deutscher Societät Stegmann über mehrere Semester angehörte. Am 16. Januar 1875 bestand Stegmann das Staatsexamen für das höhere Lehramt mit Auszeichnung und erwarb die Lehrberechtigung in den Fächern Latein, Griechisch und Deutsch für alle Klassen sowie in Geschichte und Geografie in den mittleren und unteren Klassen. Kurz darauf wurde er in absentia an der Universität Jena bei Moriz Schmidt zum Dr. phil. promoviert. In seiner Dissertation behandelte er die Überlieferungsgeschichte von Ciceros Orator.
Nach dem Studium leistete Stegmann in Jena als Einjährig-Freiwilliger seinen Militärdienst ab. Den Vorbereitungsdienst absolvierte er am Großherzoglichen Gymnasium in Oldenburg (1876/1877) und am Gymnasium Andreanum in Hildesheim (1877/1878). Zum 1. April 1878 ging Stegmann als ordentlicher Lehrer an das städtische Progymnasium zu Geestemünde, wo er am 9. Juli 1888 zum Oberlehrer ernannt wurde.
Zum 1. August 1892 wurde Stegmann an das Norder Ulrichsgymnasium versetzt, wo er bis zu seiner Pensionierung fast 30 Jahre lehrte. Zum 5. Juni 1893 erhielt er den Titel Gymnasialprofessor. Zum 1. November 1901 wurde er zum Rektor der Schule ernannt. Von 1904 bis 1918 war er zusätzlich Mitglied des Kirchenrats und der Gesangbuchkommission der Reformierten Kirche Ostfrieslands. Am 17. Oktober 1911 wurde ihm der Rote Adlerorden vierter Klasse verliehen, am 17. Dezember 1916 wurde er zum Geheimen Studienrat ernannt, am 17. April 1918 erhielt er das Verdienstkreuz für Kriegshilfe. Zum 1. Oktober 1920 trat Stegmann in den Ruhestand.

## Familie
Ein Sohn Carl Stegmanns war der Kaufmann und Reeder Carl Stegmann (1881–1967).

## Leistungen
Carl Stegmann beschäftigte sich zeitlebens mit der lateinischen Grammatik und Stilistik, daneben verfasste er Einzelstudien zum Sprachgebrauch Plutarchs. Die weiteste Verbreitung erfuhren seine kommentierten Schulausgaben römischer Schriftsteller (Ciceros Reden, Sallust, Tacitus) und seine Schriften zur lateinischen Elementargrammatik und Stilistik, die auch ins Italienische, Niederländische und Polnische übersetzt wurden. Sein bekanntestes Werk ist die Neubearbeitung der Ausführlichen Grammatik der lateinischen Sprache nach Raphael Kühner, die er gemeinsam mit Friedrich Holzweissig vornahm. Holzweissig bearbeitete die Laut- und Formenlehre in zwei Teilbänden, Stegmann die Satzlehre (Syntax). Die Neubearbeitung ist ein Standardwerk der lateinischen Sprachlehre und wird bis heute (in der verbesserten Ausgabe von Andreas Thierfelder, 1955) nach ihren Bearbeitern als „Kühner-Holzweissig“ bzw. „Kühner-Stegmann“ zitiert.

## Schriften (Auswahl)
- De Oratoris Tulliani mutilis qui dicuntur libris. Osterode 1875 (Dissertation)
- Über den Gebrauch der Negationen bei Plutarch. Geestemünde 1882 (Schulprogramm)
- Lateinische Schulgrammatik. Leipzig 1885. Zuletzt 15. Auflage, Leipzig 1931
- Kritische Beiträge zu den Moralia des Plutarch. Geestemünde 1886 (Schulprogramm)
- Lateinische Elementargrammatik. Leipzig 1896
- Karl Friedrich Süpfle: Aufgaben zu lateinischen Stilübungen. 21., gänzlich umgearbeitete Auflage, drei Bände in vier Teilen, Heidelberg 1904–1906
- Raphael Kühner: Ausführliche Grammatik der lateinischen Sprache. 2. Band: Satzlehre. 2. Auflage in zwei Teilen, Hannover 1912–1914. Verbesserter Nachdruck von Andreas Thierfelder, Leverkusen 1955